# Matthijs de Koning
Matthijs de Koning (Scherpenzeel (Gelderland), 18 maart 1949) is een Nederlands voormalig wielrenner en triatleet.

## Wielrennen
De Koning behaalde mooie zeges als amateur, met de Ronde van Oostenrijk in 1969 als beste resultaat. Favoriet en ploegmaat Joop Zoetemelk stuurde hem vooruit in een kopgroep en deze wist daarmee een beslissende voorsprong te verkrijgen.
In de Westbrabantse Pijl in Breda kwam hij ten val en raakte zijn fiets zo zwaar beschadigd dat hij van een toeschouwer een damesfiets leende, waarmee hij nog als achtste over de meet kwam. Hiermee verwierf hij veel publiciteit.
In 1971 werd hij prof en nam twee keer deel aan de Ronde van Frankrijk. Met het einde van de wielerploeg Canada Dry-Gazelle kwam in 1973 op 24-jarige leeftijd ook een einde aan de profcarrière van De Koning.

### Belangrijkste overwinningen
1969
- Eindklassement Ronde van Oostenrijk

1970
- 1e etappe Milk Race

1971
- Eindklassement Circuit des Mines

## Resultaten in voornaamste wedstrijden
| Jaar | Ronde van Italië | Ronde van Frankrijk | Ronde van Spanje |
| ---- | ---------------- | ------------------- | ---------------- |
| 1971 |                  | 76e                 |                  |
| 1972 |                  |                     |                  |
| 1973 |                  | uitgesloten         |                  |

| Jaar | Parijs-Roubaix | Amstel Gold Race |
| ---- | -------------- | ---------------- |
| 1971 |                |                  |
| 1972 |                | 17e              |
| 1973 | 24e            |                  |

### Ploegen
- 1971 - Goudsmit-Hoff vanaf 01-06
- 1972 - Flandria-Beaulieu
- 1973 - Canada Dry-Gazelle

## Triatlon
Op 34-jarige leeftijd ging Matthijs de Koning zich toeleggen op triatlons. Hij behaalde in 1987 een tweede plaats op het Nederlands kampioenschap triatlon op de lange afstand. Dat jaar liep hij ook de snelste marathon ooit op de triatlon van Almere in een tijd van 3:02:14 en nam een 7e plaats op de wereldranglijst in. Als veteraan deed hij in dat jaar mee aan de wereldkampioenschappen in Nice en werd tweede.

### Belangrijke prestaties
- 1987:  triatlon van Almere - 9:12.16